# Stroud (Hampshire)
Stroud – wieś i civil parish w Anglii, w hrabstwie Hampshire, w dystrykcie East Hampshire. Leży 30 km na wschód od miasta Winchester i 81 km na południowy zachód od Londynu. W 2011 roku civil parish liczyła 360 mieszkańców.